# Gonatocerus portoricensis
Gonatocerus portoricensis is een vliesvleugelig insect uit de familie Mymaridae. De wetenschappelijke naam is voor het eerst geldig gepubliceerd in 1937 door Dozier.